# Archevêché de Turku
L'archevêché (finnois : Arkkipiispantalo) est la résidence officielle de l'archevêque de Turku situé dans le Quartier I à Turku en Finlande.

## Présentation
Achevé en 1887, le bâtiment est construit  sur la parcelle au coin de Piispankatu et d'Agricolankatu à Turku. 
La maison épiscopale est conçue par Johan Jacob Ahrenberg, Sebastian Gripenberg et Ludvig Isak Lindqvist. 
La parcelle dispose également d'un bâtiment annexe construit en 1888. 
La cour aux allures de parc est entourée d'une clôture en fonte. 
Dans le passé, la parcelle s'étendait jusqu'au fleuve Aura, de nos jours un parc municipal Jokipuisto la sépare du fleuve.

## Histoire
Une résidence épiscopale existe sur le terrain depuis les années 1720. 
Selon les documents, en 1763, une maison au toit de tourbe existe près de la rivière.
Au début du XIXème siècle, Charles Bassi est chargé de concevoir une nouvelle résidence, qui ne sera pourtant pas construite à l'époque. 
L'ancienne maison épiscopale de plain-pied a été remplacée en 1810 par une maison construite à l'emplacement de l'ancienne qui a survécu au grand incendie de Turku en 1827. 
Le bâtiment actuel, construit en 1887 du côté de Piispankatu, est le troisième batiment de l'archevêché.